# ريتشارد باركنسون
ريتشارد بروس باركنسون (مواليد 25 مايو 1963) (بالإنجليزية: Richard Bruce Parkinson)‏ عالم مصريات وأكاديمي بريطاني. وهو أستاذ علم المصريات بجامعة أكسفورد وزميل كلية كوينز في أكسفورد. حتى ديسمبر 2013 كان الوصيّ على قسم مصر القديمة والسودان، في المتحف البريطاني.

## مسيرته
وُلد باركنسون في 25 مايو 1963. تلقى تعليمه في مدرسة قلعة بارنارد، ثم مدرسة مستقلة قلعة بارنارد، بمقاطعة درم. قرأ الدراسات الشرقية (علم المصريات واللغة القبطية) في كلية كوينز، جامعة أكسفورد، وتخرج في عام 1985 بدرجة البكالوريوس في الآداب (BA) من الدرجة الأولى. ثم أجرى بحثًا للحصول على درجة دكتور في الفلسفة (DPhil). كانت أطروحة الدكتوراه الخاصة به عبارة عن تعليق على حكاية الفلاح الفصيح، وتم تقديمها في عام 1988.